# Tatort: Fegefeuer
Fegefeuer ist ein Fernsehfilm aus der Krimireihe Tatort. Die Erstausstrahlung erfolgte am 3. Januar 2016 im Ersten und wurde vom NDR beauftragt. Es ist der vierte Fall des Ermittlerduos Nick Tschiller und Yalcin Gümer, gespielt von Til Schweiger und Fahri Yardım.

## Handlung
Fegefeuer knüpft inhaltlich unmittelbar an die Episode Der große Schmerz an. 
Schwerbewaffnete Kriminelle stürmen vor laufender Kamera das Tagesschau-Studio in Hamburg und nehmen mehrere Geiseln. Sie geben sich als tschetschenische islamistische Rebellen aus und fordern die Übergabe von Firat Astan. Im Landeskriminalamt wird ein Krisenstab unter der Leitung von Innensenator Constantin Revenbrook gebildet. Astan, nach der Ermordung von Tschillers Frau flüchtig, wird von Tschiller aufgespürt und gestellt. Krisenstabsleiter Revenbrook besteht darauf, Astan unter allen Umständen an die Geiselnehmer auszuliefern und die Geiselnahme nicht durch einen Zugriff des Mobilen Einsatzkommandos zu beenden. Tschiller sagt zu, Astan zum geforderten Übergabepunkt zu bringen, taucht aber mit diesem unter. 
Tschillers Kollegen Gümer und Kallwey finden heraus, dass es Verbindungen zwischen Revenbrook und den Geiselnehmern gibt, die keine Tschetschenen, sondern Angehörige der Russenmafia sind. Astan führt Tschiller zu seinem „Sparbuch“, bei dem es sich um Vertragsunterlagen handelt, mit denen Revenbrook Astans Verbrecherkartell Anteile am privatisierten Hamburger Hafen übertragen hat. Den Geiselnehmern geht es nicht direkt um Astan, sondern um diese Vertragsunterlagen, nämlich darum, dass Astan den Verkauf des Hafens an ein russisches Konsortium nicht torpediert. Astan erwähnt, dass es ein Video gäbe, auf dem Revenbrook mit einer minderjährigen Zwangsprostituierten zu sehen sei. Die LKA-Beamtin Kallwey konfrontiert den Innensenator damit, dass das LKA dieses belastende Video habe und fordert ihn zum Rücktritt auf. Revenbrook begeht daraufhin Selbstmord. Wenig später offenbart Astan, dass es kein solches Video gibt. 
Nach Revenbrooks Tod beenden die Geiselnehmer ihre Geiselnahme, das MEK kann alle Geiseln unverletzt in Sicherheit bringen. Astan begeht einen Fluchtversuch, wird aber von Tschiller erneut festgehalten. Er verzichtet darauf, Astan zu töten, obwohl dieser ihn provoziert. Er übergibt den festgenommenen Astan ordnungsgemäß seinen Vorgesetzten, ihm droht die Auslieferung an die türkische Justiz.

## Rezeption

### Kritiken
Michael Hanfeld, Frankfurter Allgemeine Zeitung, war der Auffassung, dass der Film „ein gewagtes Spiel mit der Realität“ treibe – man wisse nun, „warum die ARD den Tatort mit Til Schweiger verschoben hat“. Tschiller und Astan befänden sich auf einer „irren Odyssee“ während sie „Männergespräche“ führten. „Mit Teil vier tritt die Tschiller-Astan-Saga, als welche der „Tatort“ mit Til Schweiger von Beginn an angelegt war, in das Stadium hollywoodesker Übertreibung ein.“
Ulrich Feld, Frankfurter Neue Presse, hingegen zeigte sich begeistert und fragt, wer „Nach dem halbgaren Der große Schmerz eine dermaßen starke Fortsetzung“ erwartet hätte. Stirb langsam sei hier „geschickt variiert“ worden. „Man traut seinen Augen nicht: So clever konzipiert und super umgesetzt hat man schon lange keinen Actionfilm mehr gesehen.“

### Einschaltquote
Die Erstausstrahlung von Fegefeuer am 3. Januar 2016 wurde in Deutschland von 7,69 Millionen Zuschauern gesehen und erreichte einen Marktanteil von 19,9 % für Das Erste.

## Hintergrund
Der Film wurde vom 19. September 2014 bis zum 1. Dezember 2014 in Hamburg gedreht.
Die Ausstrahlung des Films war für den 29. November 2015 vorgesehen, wurde aber wegen der Terroranschläge am 13. November 2015 in Paris verschoben.
Der Film wurde der Presse nicht vorab gezeigt, der NDR begründete dies mit der Vermeidung von Spoilern.
Tagesschausprecherin Judith Rakers spielt sich im Film selbst: Sie will zu Beginn des Films gerade die Tagesschau anmoderieren, als das Studio gestürmt wird. Am Ende des Films ist auch Tagesthemen-Moderator Thomas Roth kurz zu sehen.
Der auf DVD bzw. Blu-ray veröffentlichte Director’s Cut ist etwa eine Minute und 41 Sekunden länger als die Fernsehfassung.

## Trivia
Enttäuscht von den geringen Einschaltquoten und negativer Kritik in der Presse verteidigte Til Schweiger den Tatort vehement auf seiner Facebook-Seite, wo er unter anderem den Regisseur, Christian Alvart, in den höchsten Tönen lobte. Der mit diversen Seitenhieben gespickte Eintrag fand wiederum ein breites Medienecho.